# 3 Juno
3 Juno (mednarodno ime je tudi 3 Juno) je tretji odkriti asteroid in eden največjih asteroidov glavnega asteroidnega pasu. 1. septembra 1804 ga je odkril nemški astronom Karl Ludwig Harding, ki je uporabljal skromni dvopalčni (50,8 mm) daljnogled. Poimenovan je bil po rimski boginji Junoni.